# Fouad Ben Ahmed
Pour les articles homonymes, voir Ben Ahmed (homonymie).
Fouad Ben Ahmed, né le 6 juin 1976 à Drancy, est un entrepreneur et militant associatif français, particulièrement actif dans le domaine de la mobilité verticale. Originaire de Seine-Saint-Denis, il est le fondateur du collectif Plus sans ascenseur et de l'entreprise Solution d’Assistance à Mobilité Verticale (SAMV).

## Biographie

### Formation et parcours professionnel
Fouad Ben Ahmed a suivi des études à  l'Université Paris-XIII où obtient un master 1 en Management des Institutions Sanitaires et Sociales (Option Ingénierie Sociale et Urbaine).
De 2010 à 2020, il occupe le poste de directeur du service jeunesse, puis du pôle démocratie locale à la mairie de Bondy en Seine-Saint-Denis.
Il devient également président du Conseil hospitalier territorial des hôpitaux Avicenne, Jean Verdier et Muret.  
En parallèle, il intervient en tant que conférencier à l'Université catholique d’Angers, enseignant la création d’entreprise dans les services à la personne.  

### Engagement associatif et citoyen
En 2012, il fonde l’association Club des Acteurs Citoyens du 93 (CAC93), qui propose un suivi personnalisé et durable des jeunes.
En juillet 2013, il neutralise un homme armé d'un fusil à pompe dans un cinéma à Rosny-sous-Bois, acte qui lui vaudra en avril 2014 de recevoir la Médaille de bronze du courage et du dévouement.
En 2016, il cofonde le collectif Plus sans ascenseur,,, visant à lutter contre les pannes récurrentes d’ascenseurs dans les immeubles de quartiers populaires d’Île-de-France. Ce collectif mène des actions de sensibilisation auprès des bailleurs sociaux, des collectivités et des médias, et obtient un large soutien politique et médiatique.
En 2019, lors de la cérémonie des Épis d'Or, le collectif remporte le trophée santé et autonomie.  

### Mobilité verticale
Fouad Ben Ahmed consacre sa vie à redonner dignité et visibilité aux personnes à mobilité réduite (PMR) en développant une expertise en mobilité verticale à la suite d'une situation vécue dans son quartier en 2016.
Face aux pannes d'ascenseurs qui emprisonnent les personnes à mobilité réduite chez elles, il crée d'abord un collectif, Plus sans ascenseurs, pour sensibiliser aux problèmes d'accessibilité dans les immeubles. Les droits des personnes à mobilité réduite sont bafoués. En effet, la liberté d'aller et venir est un droit fondamental. Conscient de l'ampleur des besoins, il fonde en 2021 l'entreprise SAMV (Solution d’assistance à la mobilité verticale),,,, une entreprise de service à la personne dont la mission est d’aider les personnes à mobilité réduite à lutter contre la rupture de mobilité verticale causée par l’absence d’ascenseur fonctionnel.
En proposant des prestations telles que la distribution de packs d’eau et le portage de course à domicile, Fouad Ben Ahmed permet d’améliorer le quotidien des personnes à mobilité réduite recluse à leur domicile par manque de moyens pour descendre les escaliers.
Parmi ses prestations, cet entrepreneur a développé une solution unique et innovante: le déplacement vertical des personnes à mobilité réduite (PMR) grâce au monte escalier Vertimov. Celui-ci permet, de façon autonome et sécurisée, la descente et la montée par les escaliers des personnes ne pouvant plus se mouvoir ou difficilement.
Cette entreprise, composée, d’une équipe de 48 salariés, opère désormais dans plusieurs villes d’Ile-de France, notamment grâce aux conventions qu’elle signe avec des bailleurs d’immeubles dépourvus d’ascenseur ou non fonctionnel. Ces bailleurs voient en cette solution le moyen de « permettre aux gens ayant des problèmes de mobilité de ne pas rester enfermés chez eux et de pouvoir faire ce qu’ils ont à faire ».
Ce dispositif révolutionnaire permet d’éviter la rupture de mobilité verticale des personnes à mobilité réduite, de conserver leurs liens sociaux et de lutter contre les inégalités d’accès à leurs droits les plus fondamentaux.

#### Obtention de l’Access Label: Un nouveau gage de confiance entre professionnels de la mobilité verticale et utilisateurs
Dans un contexte où l'accessibilité et l'adaptation des logements aux besoins des personnes âgées ou à mobilité réduite sont devenues des priorités sociétales, l'entreprise SAMV se distingue en obtenant l’Access Label. Ce label, décerné par la Fédération des Ascenseurs, est un gage de confiance pour les professionnels de la mobilité verticale et pour les utilisateurs.
Cette reconnaissance renforce la position de l’entreprise en tant que partenaire de confiance, prêt à répondre aux exigences des pouvoirs publics et des institutions, tout en offrant aux utilisateurs des solutions adaptées et pérennes.  

### Actions marquantes

#### Jeux Olympiques et Paralympiques de Paris 2024
En 2024, Fouad Ben Ahmed a élargi l'impact de ses solutions en rendant accessible le Stade de France aux personnes en situation de handicap, venues assister aux épreuves des Jeux Olympiques Paris 2024,. Il sera d'ailleurs porteur de la flamme olympique.
Pendant 19 jours, 1480 assistances à mobilité verticale ont été réalisées, facilitant l’accès aux compétitions pour les visiteurs à mobilité réduite, leur évitant de ce fait, de grimper les escaliers du Stade de France.  

#### Législatives 2024
SAMV organise à chaque élection depuis 2021 une astreinte pour faciliter le vote des personnes en situation de handicap. Pour les élections législatives de 2024, la société a mis à disposition gratuitement leur assistance à mobilité verticale, permettant aux citoyens à mobilité réduite d’aller voter dans leur bureau de vote en toute autonomie.

#### Convention hôpital
Très récemment, Fouad Ben Ahmed a signé avec l’hôpital privé de l’Est parisien une convention inédite afin de proposer la prestation de mobilité verticale aux patients de la clinique. Cette convention vise à lutter contre la rupture de la chaine de soin des personnes à mobilité réduite qui se voyaient refuser leurs rendez-vous médicaux par manque de transports sanitaires pour s’y rendre. Cette solution permet ainsi de palier une lacune sanitaire : celle de l’absence de prise en charge des patients en situation de handicap ou d’obésité quant à leur transport du pas de leur porte à celle du véhicule.

### Distinctions
- Avril 2014 : Médaille de bronze du courage et du dévouement[15],[16].
- Février 2016 : Prix Bendetson, décerné par l'université américaine Tufts, connue pour former ambassadeurs et diplomates du monde entier[17].
- Mai 2018 : Médaille de l'Ordre National du Mérite, au grade de chevalier, remise par Jean-Louis Bianco[18].